# Arena Armeec
L'Arena Armeec (in bulgaro Арена Армеец София?), ufficialmente Arena 8888 Sofija (in bulgaro Арена 8888 София?) dall'ottobre 2024, è un'arena multifunzione che ha sede a Sofia, in Bulgaria. Inaugurata nel 2011, è in grado di ospitare oltre 25 sport tra i quali figurano la pallacanestro, ginnastica ritmica, ginnastica artistica, sport da combattimento, tennis, pallavolo, pallamano e danza sportiva.
L'impianto ha una capienza standard di 12 373 posti, che possono arrivare fino a 17 906 spettatori in occasione dei concerti. Denominato in origine "Arena Sofia", prende il nome dall'omonima compagnia di assicurazione che ne ha acquistato i diritti di sponsorizzazione.

## Principali eventi ospitati
L'Arena Armeec dal 2016 è la sede del torneo di tennis Sofia Open, oltre a ospitare annualmente la Coppa del Mondo di Sofia di ginnastica ritmica.
Ha anche ospitato varie manifestazioni sportive internazionali:
- Campionati mondiali di ginnastica aerobica 2012
- Fase finale della World League di pallavolo maschile 2012
- Campionati mondiali di trampolino elastico 2013
- XXX Campionati europei di ginnastica artistica femminile 2014
- XXXI Campionati europei di ginnastica artistica maschile 2014
- Campionato europeo maschile di pallavolo 2015
- Campionati mondiali di trampolino elastico 2017
- Campionati mondiali di ginnastica ritmica 2018
- Campionato mondiale maschile di pallavolo 2018
- Campionati mondiali di ginnastica ritmica 2022

Fin dalla sua apertura ha ospitato concerti e spettacoli. Nel 2015 vi si è svolto il Junior Eurovision Song Contest.
Nel 2024 ospiterà i campionati europei di sollevamento pesi.